# Lun Lun
Lun Lun（ルンルン、1985年3月4日 - ）は、日本のアーティスト。別名義 華蓮 ナツキ。
世界を旅するアーティスト。「世界中の人の心を動かす、100年残り続けるアートを作る」アーティストとして制作活動中。

## 略歴
1985年生まれ。兵庫県淡路島出身。武庫川女子大学附属中学校、武庫川女子大学附属高等学校、武庫川女子大学日本語日本文学部卒業。

## 人物
座右の銘は「Free Your Soul Follow Your Heart」。
9年間世界5周60カ国を旅をして、その土地の材料を使い、インスピレーションをカラフルに自在な表現でダイナミックに描く
2023年7月29日　海外のTEDx Borrowdaleに登壇。Topicは「Free your soul,Follow your heart」

## 作品出展歴
●2023年12月6日-10日　アメリカ　マイアミ展示会 「Fridge Art Fair 」
●2023年8月16日　スリランカ Tagiru. Ayurveda Resort にて展示会
●2023年8月1日-8月31日　岡山県　備前市にて展示
●2023年6月17日-7月8日　チリ共和国　 「SPARKLING Group Exhibition」
●2023年5月19日-6月2日イギリスロンドン「LONDON CONTEMPORARY 2023」
●2023年4月7日-4月24日イタリアベネチア「キャンバス国際アートフェア2023 VISIONS」
●2023年3月31日-4月2日フランスパリ ルーブル展示会「Carrousel du Louvre」展示会
●2023年2月1日 - 28日 アメリカ合衆国ニューヨーク「Group Art Show Paradise Pink at HMVC GALLERY -Exhibition and sale of selected work」」
●2022年12月28日 - スペインバルセロナ ガウディ建築　Casa Milà 「Brain Cake in Balcelona」
●2022年11月28日 - 12月4日 イタリアミラノ・スペインフェルテベントゥラ島「ADRENOCROMO FOR DINNE」
●2022年11月3日 - 27日 アメリカ合衆国ロサンゼルス「グループ展」
●2022年11月7日 - 20日 アメリカ合衆国ニューヨーク「ニューヨークポストカード」」
●2022年7月10日 - 23日 兵庫県　淡路島にて展示